# Once More with Feeling
Once More with Feeling je výběrové album hudební skupiny Placebo, vydané v roce 2004.

## Seznam skladeb
| Pořadí         | Název                                                       | Délka |
| -------------- | ----------------------------------------------------------- | ----- |
| 1.             | 36 Degrees (původně vydáno v roce 1996)                     | 3:07  |
| 2.             | Teenage angst (1996)                                        | 2:40  |
| 3.             | Nancy Boy (Radio Edit; 1997)                                | 3:19  |
| 4.             | Bruise Pristine (1997)                                      | 3:36  |
| 5.             | Pure Morning (Single Edit; 1998)                            | 3:59  |
| 6.             | You Don’t Care about Us (1998)                              | 4:01  |
| 7.             | Every Me Every You (Single Mix; 1999)                       | 3:34  |
| 8.             | Without You I’m Nothing (Single Mix s Davidem Bowiem; 1999) | 4:14  |
| 9.             | Taste in Men (Radio Edit; 2000)                             | 3:59  |
| 10.            | Slave to the Wage (Radio Edit; 2000)                        | 3:46  |
| 11.            | Special K (2000)                                            | 3:50  |
| 12.            | Black-Eyed (2001)                                           | 3:44  |
| 13.            | The Bitter End (2003)                                       | 3:11  |
| 14.            | This Picture (2003)                                         | 3:35  |
| 15.            | Special Needs (Edit; 2003)                                  | 3:29  |
| 16.            | English Summer Rain (Single Version; 2004)                  | 3:10  |
| 17.            | Protège-Moi (2004)                                          | 3:14  |
| 18.            | I Do (2004)                                                 | 2:27  |
| 19.            | Twenty Years (2004)                                         | 4:19  |
| Celková délka: | Celková délka:                                              | 67:14 |